# Miquel Àngel: El pecat
Miquel Àngel: El pecat (originalment en italià, Il peccato – Il furore di Michelangelo) és una pel·lícula dramàtica russoitaliana escrita i dirigida per Andrei Mikhalkov-Kontxalovski, estrenada l'octubre de 2019. El 6 de maig de 2022 es va estrenar la versió doblada al català a les sales de cinema.

## Sinopsi
La pel·lícula explica la trajectòria vital de l'escultor i pintor del Renaixement Michelangelo Buonarroti a Florència, a principis del segle XVI. Miquel Àngel és un artista pietós i argumentatiu. Encara que els seus contemporanis el consideren àmpliament un geni, Michelangelo Buonarroti (Alberto Testone) es veu reduït a la pobresa i esgotat per acabar el sostre de la Capella Sixtina. Mentre pinta la capella, també el pressionen per completar simultàniament les estàtues que formen part de la tomba dissenyada i destinada al papa Juli II.
Quan es mor el papa, que havia sigut el seu comissari i cap de la noblesa Della Rovere, Miquel Àngel s'obsessiona per trobar el millor marbre per confeccionar la seva tomba. La lleialtat de l'artista es posa a prova quan Lleó X, de la família rival dels Mèdici, ascendeix al papat i li encarrega un nou encàrrec lucratiu: la façana de la basílica de San Lorenzo. Obligat a mentir per mantenir el favor d'ambdues famílies, Miquel Àngel es veu progressivament turmentat per la sospita i les al·lucinacions, que el porten a examinar sense pietat els seus propis errors morals i artístics.

## Repartiment
- Alberto Testone com a Michelangelo Buonarroti
- Iúlia Vissótskaia com a Dama amb un ermini
- Riccardo Landi com a Al Farab
- Jakob Diehl com a Peppe
- Antonio Gargiulo com a Francesco Maria I della Rovere
- Nicola Adobati com a Llorenç II de Mèdici
- Massimo De Francovich com al papa Juli II
- Simone Toffanin com al papa Lleó X
- Nicola De Paola com al cardinal Climent VII
- Adriano Chiaramida com a Ludovico Buonarroti
- Glen Blackhall com a Raffaello Sanzio
- Orso Maria Guerrini com a Marchese Malaspina
- Gianluca Guidi com a Egidi de Viterbo
- Federico Vanni com a Jacopo Sansovino
- Toni Pandolfo com a Dante Alighieri